# 27433 Hylak
27433 Hylak è un asteroide della fascia principale. Scoperto nel 2000, presenta un'orbita caratterizzata da un semiasse maggiore pari a 3,1023139 au e da un'eccentricità di 0,1064184, inclinata di 5,86760° rispetto all'eclittica.
L'asteroide è dedicato allo studente statunitense Benjamin Lourdes Hylak.